# Megalotocepheus singularis
Megalotocepheus singularis är en kvalsterart som först beskrevs av Sandór Mahunka 1988.  Megalotocepheus singularis ingår i släktet Megalotocepheus och familjen Otocepheidae. Inga underarter finns listade i Catalogue of Life.